# Премія Софії Ковалевської
Німецький фонд Александра фон Гумбольдта вручає премію Софії Ковалевської кожні два роки.
Софія Ковалевська (1850—1891) — перша велика російська математикиня, яка зробила важливий внесок у математичний аналіз, диференціальні рівняння та механіку, і перша жінка-професор у Північній Європі.
Цю престижну нагороду, названу на її честь, присуджують перспективним молодим науковцям для підтримки їхніх наукових досліджень у науковій, мистецькій та гуманітарній галузях.
З часу заснування премії Софії Ковалевської 2002 року вручено 59 нагород. Окремі нагороди сягали 1,65 млн євро. Кошти призначаються для створення на базі німецького закладу команди дослідників та її підтримки протягом п'яти років. Нагорода, що є однією з найпрестижніших та інноваційних нагород у світі, покликана сприяти довготривалим зв'язкам між Німеччиною та молодими талантами світового рівня.

## Лауреати
- 2002:[2] Тиціана Боффа Баларан, Анне Болом'є, Люк Бовенс[en], Стефан Шарло, Фолкер Декерт, Паоло Д'лоріо, Олівер Айкельберг[de], Михайло Фейгінов, Майкл Ґоттард, Стефан Гехт[en], Даніель Гофштеттер, Джудіт Кляйн-Зеєтараман[en], Мануель Кох, Юрій Махлін, Матильда Марколлі[en], Кшиштоф Оплустіл, Кавон Оум, Джейн Елізабет Паркер, Максим Поляков, Олександр Пухов, Тіма Ромейз, Луїс Сантос, Йохен Шнайдер[de], Йоахим Шульце[de], Єва Штоґер, Ґреґ Стюарт, Гліб Сухоруков, Григорій Важенін, Чжун Чжан
- 2004:[3] Лукас Брунсвельд, Янбей Чен, Фердинандо Чикалезе, Міхал Жакон, Марк Депо, Браян Гер[en], Пан Чжан-Вей[en], Трисія Стріано[en], Доріс Цао, Екхард фон Терне, Мартін Вілмкінг[de]
- 2006:[4] Дженс Бреденбек, Джур Демсар, Фелікс Енґел, Наталія Філаткіна[de], Ольга Гольц, Рейнгард Кайнберґер, Марґа Корнелія Лензен, Мартін Льовден, Томас Мізґелд, Бенджамін Шляйн[de], Таолей Сан
- 2008:[5]
  - Чинція Казірагі[en], Італія, фізика, Вільний університет Берліна
  - Карл Себастіан Ланг, Австрія, медицина Дюссельдорфський університет
  - Естер Лутґенс[en], Нідерланди, медицина, Рейнсько-Вестфальський технічний університет Аахена
  - Натан Макдональд[en], Велика Британія, біблійна теологія, Геттінгенський університет
  - Даніеле Оріті, Італія, теоретична фізика, Інститут гравітаційної фізики товариства Макса Планка, Гольм
  - Ян-Ерік Сіменс, Німеччина (раніше в УК Сан-Франциско), нейрофізіологія, Центр молекулярної медицини Макса Дельбрюка, Берлін
  - Мірка Ухлірова, Чехія, молекулярна генетика, Кельнський університет
  - Алексі Вуорінен, Фінляндія, теоретична фізика, Білефельдський університет
- 2010:[6] Ізабель Баерле, Лапо Боґані, Камін Дін, Крістіан Доллер, Брендон Дотсон, Густаво Фернандес Уертас, Йорн Фішер, Крістіана Фоулакіс Меш, Йорг Фребіш, Джозеф Геннаві, Шігейоші Іноуе[de], Ейке Кільц[de], Філіп Александр Ланг, П'єрпаоло Мастроліа, Андреас Могліч, Симоне Піка, Роберто Рінальді, Дмитро Володкін
- 2012:[7] Павел Буйдовикович, Дмитро Федосов, Таня Гайх[de], Керстін Кауфман, Лю На[en], Вероніка Лукач-Корнек, Ульф А. Ором, Міріам Ронзоні, Патрісія Шаді, Річард Сенкліфф, Атанасіос Типас, Самуель Ваґнер, Нілс Б. Вейдман, Ян Ю.
- 2014:[8] Камаль Асаді, Грегорі Бреннека, Елізабета Бріскі, П'єранджело Буонджорно, Джейсон Декстер, Катя Дьоршнер-Боячі, Роланд Доннінгер, Фернандо Фебрес Кордеро, Гелен Мей-Сімера, Крістіан Штрассер, Ренске Мар'ян ван дер Веен
- 2015:[9] Ріккерт Фредерікс, Михайло Кудряшев, Карін Лінд, Іоан М. Поп, Клара Сарацено, Чжуан Сяоінг
- 2016:[10] Мажар Алі[en], Міхал Геллер, Франческо Нері, Файт Осьєр[en], Вільям Шеперд, Сафа Шой
- 2017:[11] Уфук Ґюнесдоган, Енріке Хіменес[de], Лаура Леаль-Таіше, Девід Марш, Анна Мартіус, Маттео Смерлак
- 2018:[12] Айдан Булут-Карліоглу, Кеджі Фукушіма, Міліца Гашич, Хітоші Оморі, Паола Пінілья, Фріц Реннер
- 2019:[13] Тонні Грубе Андерсен, Джошуа Філіп Баргам, Ян Де Грааф, Анджело Ді Бернардо, Доріс Геллершмід, Оттавіано Рюш
- 2020:[14] Марсія де Алмейда Монтейро Мело Ферраз, Даніла Барський, Агнешка Голіч, Грегорі Моріс Ґрін, Анна-Лена Горлеманн, Андре Ф. Мартінс, Мар Рус-Калафелл, Торбен Шиффнер